# NGC 1886
NGC 1886 este o emission-line galaxy⁠(d) situată în constelația Iepurele. A fost descoperită în 1886 de către Frank Muller. Se află la o distanță de 31 de megaparseci de Pământ.